# Alkohol & Narkotika
Alkohol & Narkotika (A&N) är en tidskrift i Sverige, utgiven sedan 1907 av Centralförbundet för alkohol- och narkotikaupplysning (CAN).
Alkohol & Narkotika kom ut första gången 1907 och under de första 50 åren hade tidningen namnet Tirfing, efter svärdet Tirfing i den fornnordiska mytologin och var en renodlad tidning för nykterhetsfrågor. Den slogs 1956 ihop med Tidskrift för systembolagen och fick namnet Alkoholfrågan, som 1973 ändrades till det nuvarande. Alkohol & Narkotika utkommer med sex nummer per år.
År 2007 firade tidskriften Alkohol & Narkotika 100-årsjubileum. Denna ålder gör tidningen till en av Sveriges äldsta fortfarande existerande tidskrifter.